# Liga 3 (Georgia)
La Liga 3 (en georgiano, ლიგა 3), conocida hasta 2017 como Meore Liga es la liga de fútbol de tercer nivel organizado por la Federación Georgiana de Fútbol.
El campeón y el subcampeón son promovidos a la Pirveli Liga, liga de segundo nivel de Georgia. La liga se divide en Oeste y Este.

## Equipos 2023
| Equipo           | Posición última temporada | Localización | Región             |
| ---------------- | ------------------------- | ------------ | ------------------ |
| Aragvi           | 3.º                       | Dusheti      | Mtskheta-Mtianeti  |
| Bakhmaro         | 10.º                      | Chokhatauri  | Guria              |
| Borjomi          | 8.º                       | Borjomi      | Samtskhe-Javakheti |
| Chikhura         | 16.º                      | Sachkhere    | Imereti            |
| Gori             | 6.º                       | Gori         | Shida Kartli       |
| Guria            | 11.º                      | Lanchkhuti   | Guria              |
| Irao             | 9.º                       | Tbilisi      | Tbilisi            |
| Locomotive-2     | 1.º en Liga 4             | Tbilisi      | Tbilisi            |
| Matchakhela      | 3.º en Liga 4             | Khelvachauri | Adjara             |
| Merani-2 Tbilisi | 13.º                      | Tbilisi      | Tbilisi            |
| Rustavi          | 7.º en Liga 2             | Rustavi      | Kvemo Kartli       |
| Saburtalo-2      | 7.º                       | Tbilisi      | Tbilisi            |
| Meshakhte        | 14.º                      | Tkibuli      | Imereti            |
| Shturmi          | 2.º en Liga 4             | Sartichala   | Kvemo Kartli       |
| Varketili        | 5.º                       | Tbilisi      | Tbilisi            |
| Zestafoni        | 15.º                      | Zestafoni    | Imereti            |